# Verbena bracteata
Verbena bracteata — вид трав'янистих рослин родини Вербенові (Verbenaceae), поширений у Канаді, США, Мексиці.

## Опис
Стебла розпростерті або від повзучих до повзучо-висхідних, від рідко волосатих до вкритих тонкими волосками. Листки від зворотнояйцюватих до довгасто-зворотнояйцюватих чи ланцетних звужених до основи, зазвичай з різко розмежованим черешковим регіоном. Приквітки від ланцетних до еліптично-ланцетних, довжиною (5)6–15 мм.

## Галерея

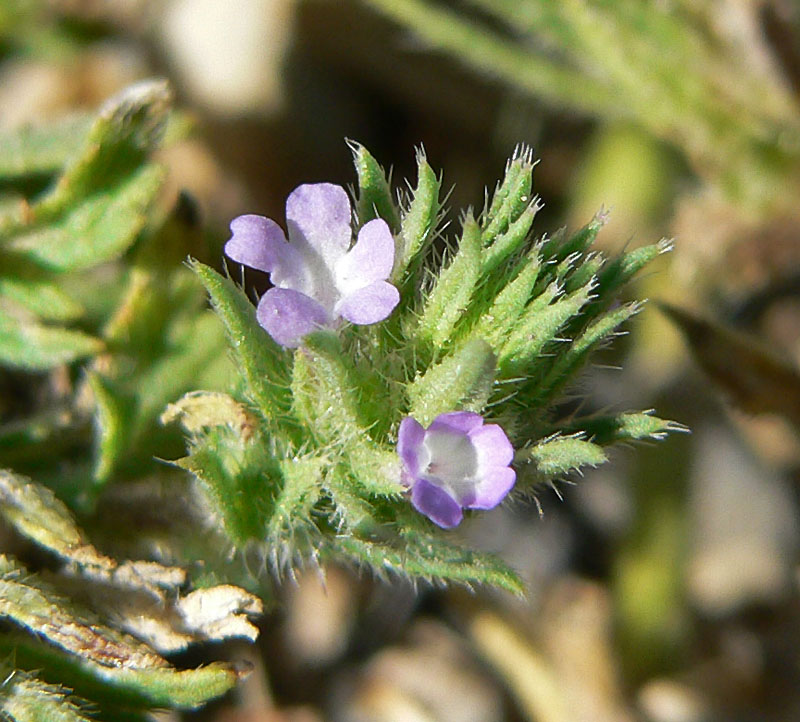
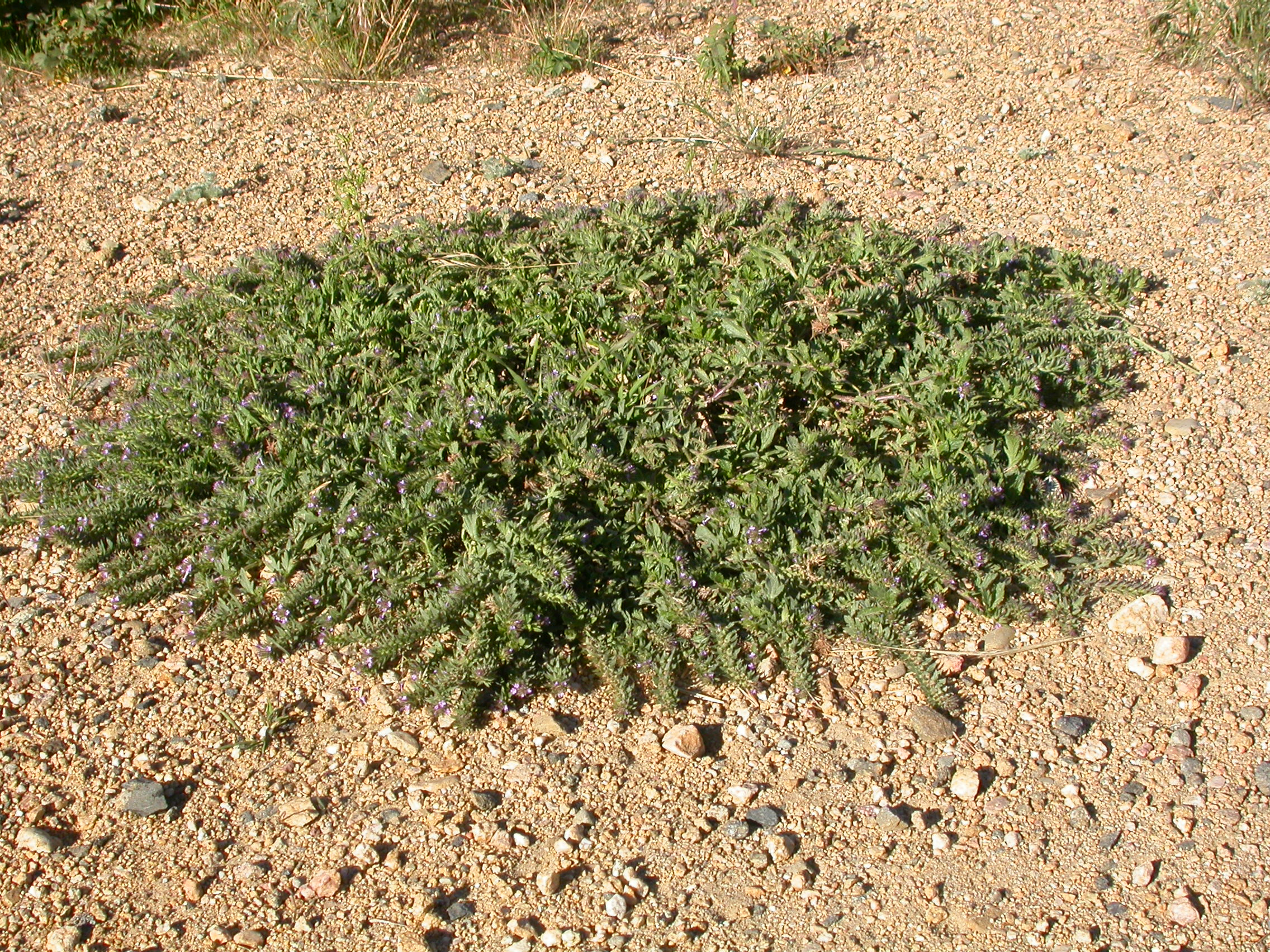

## Поширення
Поширений у Канаді, США, Мексиці.